# 李宪宰
李宪宰 （韓語：이헌재，1944年4月17日—) 大韩民国的经济官僚，也是法律界人士、金融家、政治家。曾担任财政经济部部长、副总理，两次代理国务总理职务。

## 生平
李宪宰出生于中国上海，京畿高中毕业，升入首爾大學法律系，毕业之后，1968年高等行政考试中合格后，历任财务部金融政策科长、财政、金融审议官等职务，后到美国波士顿大学经济系研究生院进修，以经济学硕士毕业回国。
回国后在大宇集团子公司担任常务理事、大宇半导体公司的代表理事，1998年金大中政府上台后，新设了金融监督委员会，被任命为首任委员长。
2000年5月18日国务总理朴泰俊因房地产名义信托风波，被迫下台，李宪宰代理1周国务总理职务。2004年2月被任命为副总理兼财政经济部部长，5月24日总理高建辞职后再次代理国务总理。2005年3月因其夫人的土地交易事件辞去财经部长一职。

## 履历
- 1968年-行政考试合格（第6届）
- 1969年至1979年-财政部工作
- 1979年至1980年-韩国开发研究院邀请研究员
- 1982年至1984年-大宇常务理事
- 1984年至1985年-大宇半导体专务理事
- 1985年2月-企业金融信息中心总经理
- 1985年2月-韩国信用评价代表理事社长
- 1991年至1996年-证券管理委员会常任委员
- 1997年-金融改革委员会委员
- 1998年-銀行監督院院长（第18届）
- 1998年-证券监督院院长（第8届）
- 1998年-金融监督委员会委员长（兼任銀行、证券监督院长）
- 2000年-财政经济部部长（第3任）
- 2001年6月-中小企业协同组合经营战略委员会委员长
- 2002年-首尔大学经营大学特邀教授
- 2004年至2005年-财政经济部部长（第7届）兼副总理

## 家庭
- 女儿：李知贤（이지현），（1968年生、公务员）。